# Fuchslerche

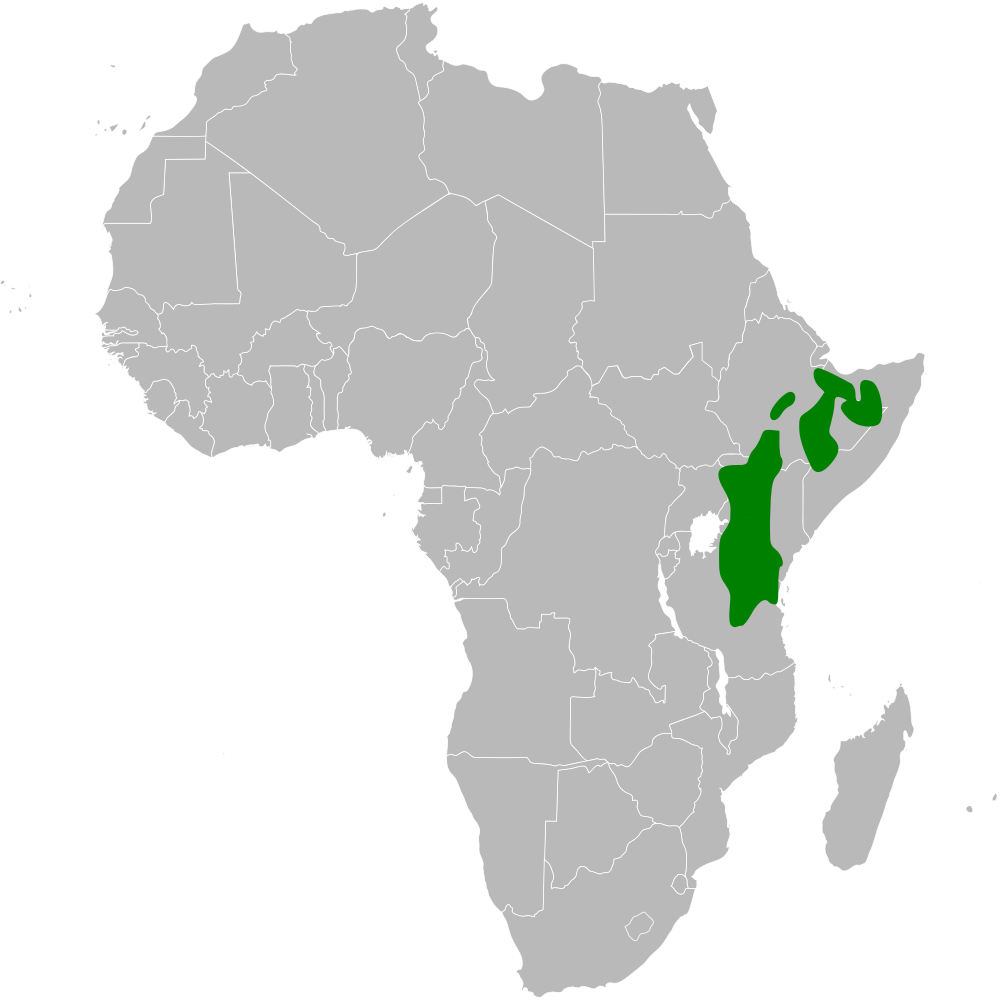
Verbreitungskarte der Fuchslerche

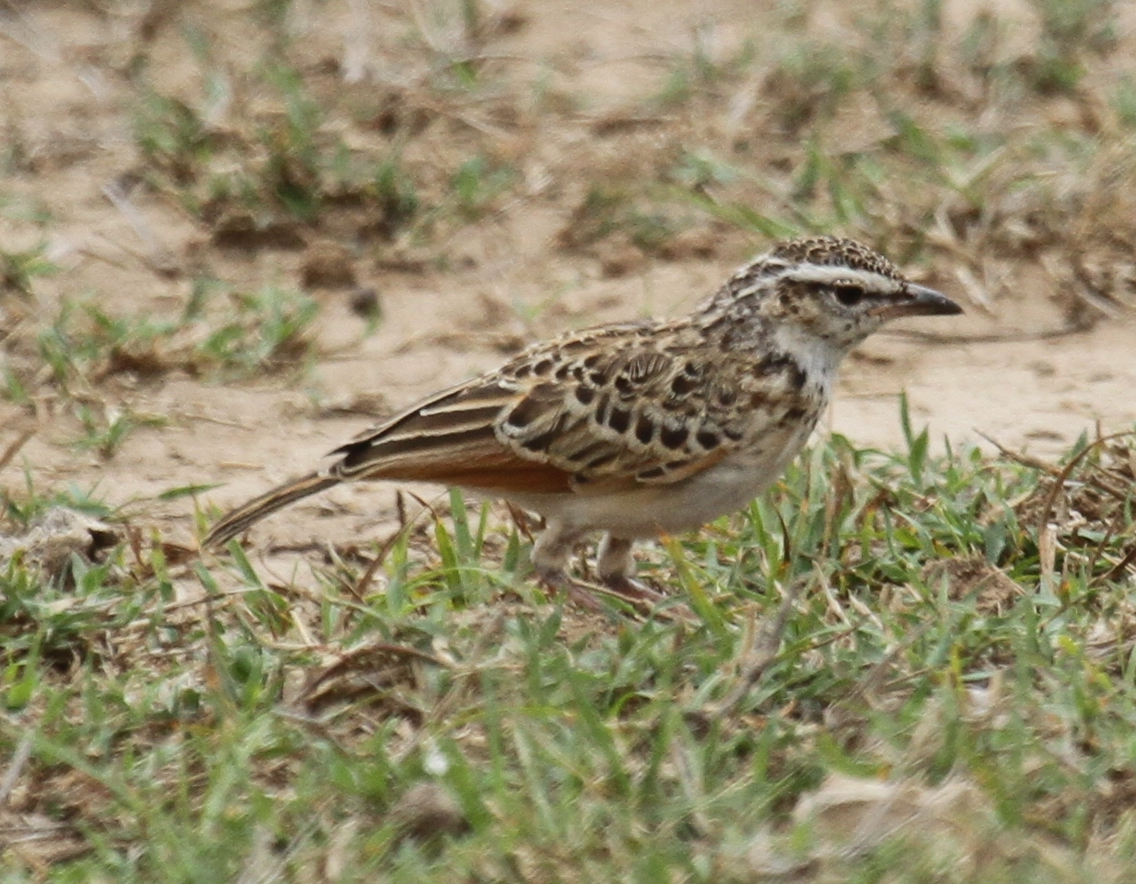
Fuchslerche, Unterart C. a. intercedens, Kenia

Die Fuchslerche (Calendulauda alopex) ist eine kleine Art aus der Familie der Lerchen. Sie ist etwa 10 bis 20 Prozent kleiner als eine Feldlerche und hat einen kräftigeren Schnabel. Das Verbreitungsgebiet der Fuchslerche liegt im östlichen Afrika. Es werden zwei Unterarten unterschieden. Die Fuchslerche wurde lange als Art der Gattung Mirafra eingestuft. Auf Grund ihrer genetischen Daten wird sie heute jedoch in die Gattung Calendulauda gestellt.
Die IUCN stuft die Fuchslerche als nicht gefährdet (least concern) ein.

## Merkmale
Die Fuchslerche erreicht eine Körperlänge von etwa 14 bis 16 Zentimetern und wiegen etwa 23 Gramm. Es besteht kein Geschlechtsdimorphismus.
Bei der Nominatform sind auf der Körperoberseite alle Federn von Scheitel, Nacken, Hinterhals, Mantel und Rücken rötlich mit kaum ausgeprägten dunkleren Federmitten. Die Fuchslerche hat dadurch eine kaum oder nur wenig gestreifte Körperoberseite. Der weißliche Überaugenstreif ist sehr ausgeprägt und kontrastiert auffallend mit den braunen Ohrdecken. Das Kinn, die Kehle und die Brust sind weiß. Die Brust ist häufig rötlich überwaschen und an den Seiten rötlich braun gesprenkelt und gefleckt. Die übrige Körperunterseite ist weiß.
Bei der Unterart Calendulauda alopex intercedens ist die Körperoberseite deutlich variabler gefärbt. Es reicht von einem dunklen, sandfarbigen Braun bis zu einem rötlich Braun. Die Federmitten sind deutlich dunkler, so dass die Körperoberseite kräftig gestreift wirkt. Die Brust ist gelbbraun mit einer auffallenden dunkelbraunen Streifung. Die übrige Körperunterseite ist gelblich weiß. Auch diese Unterart hat einen auffallenden hell gelbbraunen Überaugenstreif.
Auf Grund der unterschiedlichen Gefiederfärbung hält es das Handbook of the Birds of the World für möglich, dass Calendulauda alopex intercedens als eigenständige Art betrachtet werden muss.

## Verbreitungsgebiet der Unterarten
Es werden zwei Unterarten unterschieden:
- C. a. intercedens (Reichenow, 1895) – Ursprünglich als eigenständige Art in der Gattung Mirafra beschrieben, kommt diese Unterart vom Osten und Süden Äthiopiens sowie dem Westen Somalias bis in den Osten von Uganda, Kenia und dem Nordosten von Tansania vor. Die Unterart ist unter anderem in der Serengeti vor.
- C. a. alopex (Sharpe, 1890) – Kommt vom Südosten Äthiopiens bis in den Nordwesten von Somalia vor.

Fuchslerchen sind Standvögel und kommen fast ausschließlich in Gebieten mit sandigen Böden vor. Die Nominatform besiedelt offenes Grasland mit vereinzelten Büschen.
Die Unterart Calendulauda alopex macdonaldi (White, CMN, 1953) wird heute als Synonym für C. a. intercedens betrachtet.

## Lebensweise
Die Fuchslerche lebt einzelgängerisch oder in Paaren. Die Nahrung besteht aus Insekten und Samen, die vom Erdboden gepickt werden.
Wie alle Lerchen ist die Fuchslerche ein Bodenbrüter. Die Brutzeit fällt in den Zeitraum März bis Juni.

## Einzelbelege
1. 1 2 3 4 5   Handbook of the Birds of the World zur Fuchslerche, aufgerufen am 9. März 2017
2. ↑  Calendulauda alopex in der Roten Liste gefährdeter Arten der IUCN 2016. Eingestellt von: BirdLife International, 2016. Abgerufen am 9. März 2017.
3. ↑  Pätzold: Kompendium der Lerchen. S. 94.
4. ↑  IOC World Bird List 6.4. In: IOC World Bird List Datasets. doi:10.14344/ioc.ml.6.4 (englisch, worldbirdnames.org).